# Lajos Bencze
Lajos Bencze (ur. 14 października 1918 w Budapeszcie, zm. 28 lipca 1994 tamże) – węgierski zapaśnik walczący w obu stylach. Dwukrotny olimpijczyk. Szósty w Helsinkach 1952, w stylu wolnym. Piąty w Londynie 1948, w stylu wolnym i szósty w stylu klasycznym. Walczył w kategorii do 57 kg.
Wicemistrz świata w 1954. Mistrz Europy w 1946 roku.
Mistrz Węgier w 1940, 1942, 1945, 1947 – 1950, w stylu klasycznym. W 1939, 1940, 1942, 1943, 1945 – 1950, 1952 – 1954, 1956, w stylu wolnym. 